# 닐스 뎅케르
닐스 뎅케르(Niels Dencker, 1969년 6월 10일 ~ )는 덴마크의 모델, 포르노 배우이다.

## 출연 작품
- Knud Vesterskovs Constance (1998)